# Fortsetzung folgt nicht
Fortsetzung folgt nicht – Abenteuer Lesen war eine deutschsprachige Literatursendung für Kinder und Jugendliche. Sie wurde von 1982 bis 1994 im Österreichischen Fernsehen (ORF) ausgestrahlt. 

## Die Sendung
In der Sendung wurden Kinder- und Jugendbücher mithilfe von eigens produzierten kurzen Filmen vorgestellt. An einer spannenden Stelle brach der Film ab – die Fortsetzung folgte nicht im Fernsehen, sondern im Buch. Moderatoren der Sendung waren unter anderem Edgar Böhm, Jörg Ruminak und Thomas Brezina. Die Sendung war eine ORF-Eigenproduktion der Abteilung F5 Gesellschaft, Jugend und Familie. Später wurde sie u. a. mit dem ZDF, Bayerischen Rundfunk und Schweizer Fernsehen koproduziert. Finanzielle Unterstützung erhielt der ORF zusätzlich vom österreichischen Bundesministerium für Unterricht und kulturelle Angelegenheiten (BMUK). 
Die in der Sendung vorgestellten Bücher konzentrierten sich in ihrer Herkunft auf den deutschsprachigen Raum. Hauptsächlich wurden Neuerscheinungen österreichischer Kinder- und Jugendbuchautoren verwendet. Die vorgestellten Bücher beschäftigten sich u. a. mit den Themen Umweltschutz (Atomkraft, Müllproblem), Freundschaft, Familie, Drogen, Berufswelt oder Integration. Teil der Sendung war auch ein Gewinnspiel. Antworten auf die Gewinnfrage konnten per Postkarte zugesendet werden. Zu gewinnen gab es die in der Sendung vorgestellten Bücher.
Der Vorspann zeigte Menschen, die in ungewöhnlichen Situationen lesen: Ein Mann im Regen auf einer Parkbank sitzend, eine Frau am Berggipfel, eine junge Rollschuhläuferin im Bikini, ein Kind im Schwimmbecken, das mitsamt Buch ins Wasser fällt.

## Einsatz im Unterricht
Die Sendung wurde vom österreichischen Bundesministerium für Unterricht und Kunst mitfinanziert. Ab 1990 wurden dort Medienpakete für den Unterricht an österreichischen Schulen herausgegeben. Die Medienpakete bestanden aus einer VHS-Kassette mit gesammeltem Videomaterial der Sendung und einem Beiheft mit Arbeitsvorschlägen für den Einsatz im Unterricht. Die Medienpakete waren sowohl für den Fremdsprachenunterricht (Deutsch als Fremdsprache) als auch für den fächerübergreifenden Unterricht konzipiert.

## Vorgestellte Bücher (Auswahl)
- Die Wolke von Jens Schmidt und Gudrun Pausewang
- Der Denker greift ein von Christine Nöstlinger
- Die Sache mit dem Heinrich von Mira Lobe
- Erinnerung an David von Jean Ure

## Primärliteratur
- Ingrid Geretschlaeger: Die Medienlandschaft für Kinder in Österreich. Ein Forschungsprojekt des BMWF & BMUKS. Wien: 1988
- ORF-Almanach 1983
- ORF-Almanach 1986

Im deutschen Fernsehen gab es eine vergleichbare Sendung, Lemmi und die Schmöker.